# Tegenaria tlaxcala
Tegenaria tlaxcala är en spindelart som beskrevs av Roth 1968. Tegenaria tlaxcala ingår i släktet husspindlar, och familjen trattspindlar. Inga underarter finns listade i Catalogue of Life.